# Zandvoort
Zandvoort – miasto i gmina w Holandii, w prowincji Holandia Północna, jeden z najbardziej popularnych kurortów wypoczynkowych Holandii nad Morzem Północnym. Powierzchnia gminy wynosi 33,82 km², zamieszkuje ją 16 678 ludzi (stan z 2006). Zlokalizowany jest tu tor wyścigowy Circuit Park Zandvoort.
Do miasta prowadzi trasa kolejowa z Amsterdamu przez Haarlem, latem jest to jedno z miejsc wypoczynku mieszkańców Amsterdamu. Pociągi zatrzymują się na zabytkowej stacji końcowej z końca XIX wieku o nazwie Zandvoort aan Zee.
Oprócz nadmorskiego kurortu wypoczynkowego Zaandvort służy turystom również jako baza wypadowa do położonych kilka kilometrów stąd terenów rekreacji: na północ Parku Narodowego Bloemendaal oraz na południe Amsterdamse Waterleidingduinen.
Zandvoort to miasto o stosunkowo dużej powierzchni, zważywszy na małą liczbę mieszkańców.
Posiada dobrze rozwinięty system komunikacji – oprócz wyżej wspomnianej kolei kursują także autobusy (nr 80 do Amsterdamu i nr 81 do Santpoort przez Haarlem). Rozwinięta jest baza noclegowa – od pola namiotowego i domków kempingowych po czterogwiazdkowe hotele. Wzdłuż plaży usytuowany jest deptak.

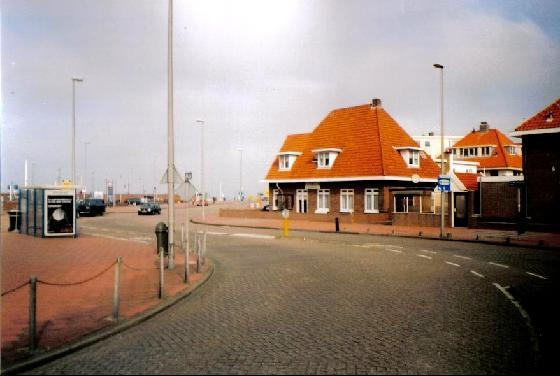
Zandvoort - ulica w pobliżu plaży

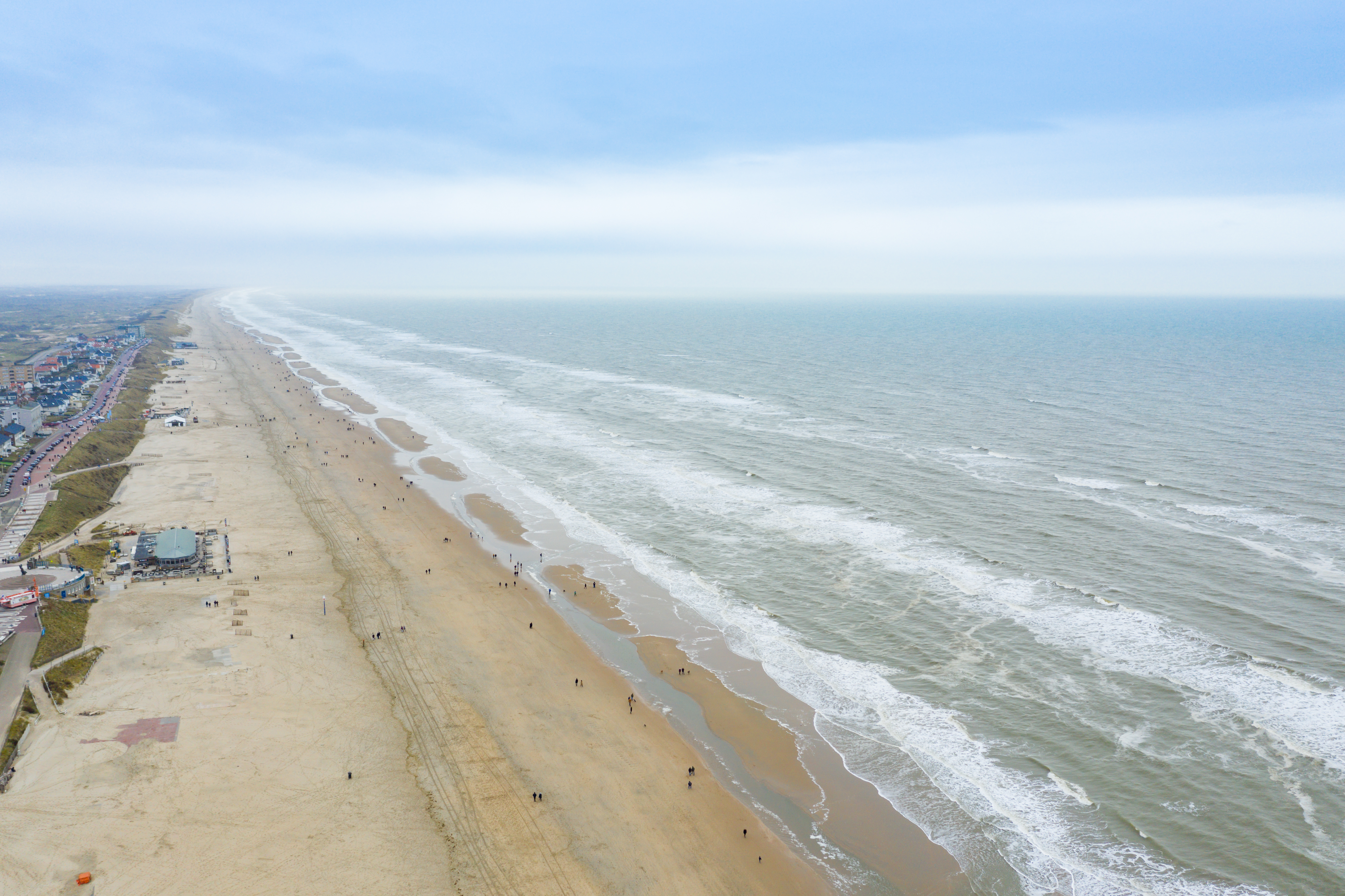
Zandvoort - widok z lotu ptaka